# Up All Night (telessérie)
Up All Night é uma série de televisão americana que estreou nos Estados Unidos em 14 de setembro de 2011 na NBC. No Brasil a série estreia em julho de 2012 no canal a cabo Universal Channel.
Após a segunda temporada, a série foi cancelada.

## Sinopse
A série mostra Reagan, produtora do talk-show de sua melhor amiga, Ava. Reagan é casada com Chris, que fica em casa cuidando do bebê do casal, Amy, enquanto Reagan trabalha.

## Elenco

### Elenco principal
- Christina Applegate como  Reagan Brinkley, produtora de televisão, que tem que voltar ao trabalho após dar à luz Amy.
- Will Arnett como Chris Brinkley, marido de Reagan, ex-advogado que atualmente fica em casa cuidando da filha do casal.
- Maya Rudolph como Ava, apresentadora de talk-show e melhor amiga de Reagan.

## Produção
A série é baseada na vida da própria autora, que teve que voltar ao trabalho após dar à luz sua filha. Inicialmente foram encomendados 13 episódios. Em 4 de outubro de 2011, foi anunciado que a série teria uma temporada completa.

## Recepção da crítica
Em sua primeira temporada, Up All Night teve recepção geralmente favorável por parte da crítica especializada. Com base de 26 avaliações profissionais, alcançou uma pontuação de 64% no Metacritic. Por votos dos usuários do site, atinge uma nota de 6.6, usada para avaliar a recepção do público.